# Wasmanniella indica
Wasmanniella indica är en tvåvingeart som beskrevs av Grover 1970. Wasmanniella indica ingår i släktet Wasmanniella och familjen gallmyggor. Inga underarter finns listade i Catalogue of Life.